# 穆羅瓦尼-庫里利夫齊

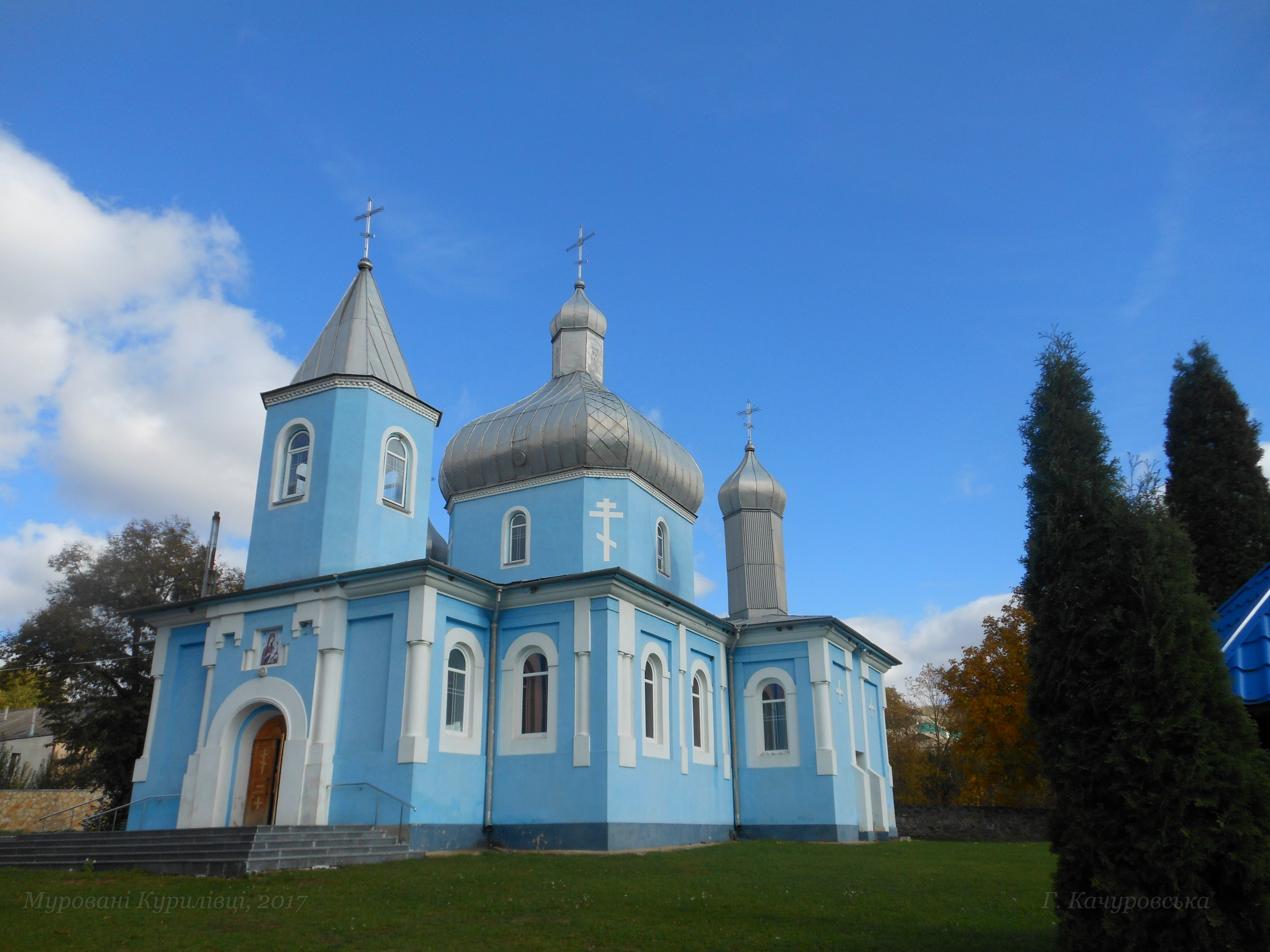
教堂

穆羅瓦尼-庫里利夫齊（羅馬化：Murovani Kurylivtsi）是烏克蘭西部文尼察州莫希利夫-波迪利斯基区穆羅瓦尼-庫里利夫齊市鎮的鎮及行政中心。處於德涅斯特河左支流，面積8.27平方公里，海拔高度266米，2011年人口6,113，人口密度每平方公里739人。